# Роуз, Джозеф Нельсон
Джо́зеф Не́льсон Ро́уз (англ. Joseph Nelson Rose; 11 января 1862 года — 4 мая 1928 года) — американский ботаник, президент нескольких ботанических и биологических обществ, автор многих новых таксонов из семейства Кактусовые.
Информация о ранних годах юности Роуза крайне скудна, его официальная биография никогда не публиковалась. Для большинства людей имя Роуза тесно связано с прославленным ботаником из Нью-Йорка Натаниэлем Бриттоном, результаты совместной деятельности с которым прочно ассоциируются с обозначением «Britton & Rose», используемым в названиях ботанических таксонов.

## Биография
Родился 11 января 1862 года в округе Юнион, Индиана, США. Его отец Джордж Роуз во время Гражданской войны служил у северян и умер в военном лагере в Виксберге (Миссисипи), когда Джозеф был ещё ребёнком. Его мать Ребекка Роуз растила сына одна. Образование он получил в высшей школе в англ. Либерти, Индиана.
- 1880 — начало учёбы в колледже англ. Wabash College, где позднее получил степени бакалавра (B.A., 1885) и магистра (M.A., 1886).
- 1888 — женился на Lou Beatrice Sims, с которой они создали большую семью. У них было три сына (Joseph Sims, Walter, George) и три дочери (Rebecca, Martha, Deane). Получил работу ботаника в Министерстве сельского хозяйства США (USDA) и ассистента куратора Смитсоновского института.
- 1889 — защитил докторскую степень (Ph.D.) в колледже англ. Wabash College, где ранее получил степени бакалавра и магистра.
- 1896 — заместитель куратора и с 1905 года куратор по ботанике в Смитсоновском институте, куда была переведена вся коллекция National Herbarium, включенная в состав смитсоновского филиала, известного как United States National Museum.
- 1897 — экспедиция в Центральную Америку вместе с Эдвардом Палмером (англ. Edward Palmer, 1831—1911), ботанические результаты которой затем публиковались более 10 лет под названием «Studies of Mexican and Central American Plants» (1897—1911). Всего Роуз совершил 9 экспедиций в Мексику для изучения местной флоры. Живые экземпляры растений доставлялись и затем выращивались в Министерстве сельского хозяйства США и в Ботаническом саду Нью-Йорка.
- 1903 — вице-президент, затем президент нескольких ботанических и научных обществ в Вашингтоне. Среди них: англ. Botanical Society (1903), Washington Botanical Society (1907), англ. Washington Academy (1908 & 1918), Washington Biological Society (1909—1917, президент в 1918 году).
- 1913 — экспедиция на острова Карибского моря, в 1915 в Чили, Перу и Боливию, в 1916 в Аргентину и Бразилию, в 1918 в Венесуэлу и Эквадор.

Вместе с Натаниэлем Лордом Бриттоном они описали сотни новых родов и видов кактусов и были крупнейшими специалистами по растениям семейств Кактусовые (Cactaceae), Толстянковые (Crassulaceae), Зонтичные (Apiaceae или Umbelliferae) и Амариллисовые (Amaryllidaceae).
Общавшиеся с Роузом коллеги отмечали его невероятную трудоспособность, бескорыстность, скромность, высочайший профессионализм, необыкновенные человеческие качества. Когда Роуз в 1922 году посетил своего давнего европейского друга по переписке Альвина Бергера в его частном гербарии в Генуе (Италия), тот затем оставил об американском коллеге такие воспоминания: «это один из наиболее бескорыстных и мягкосердечных мужчин, которых я встречал в своей жизни» (Cowan & Stafleu, 1981, p. 288).
Умер 4 мая 1928 года.

## Открытые таксоны
Роузом описано огромное количество ботанических таксонов, несколько тысяч.
Совместно с Натаниэлем Лордом Бриттоном ими было описано множество кактусов, было опубликовано несколько десятков новых названий родов только из этого семейства.
Некоторые таксоны уровня рода семейства Cactaceae
- Carnegiea Britton & Rose — Карнегия
- Dendrocereus Britton & Rose
- Denmoza Britton & Rose
- Espostoa Britton & Rose — Эспостоя
- Frailea Britton & Rose — Фрайлея
- Mila Britton & Rose — Мила дернистая
- Neoporteria Britton & Rose
- Pereskiopsis Britton & Rose
- Quiabentia Britton & Rose
- Selenicereus (A.Berger) Britton & Rose
- Tacinga Britton & Rose
- Thelocactus (K.Schum.) Britton & Rose — Телокактус

## Память
В честь Роуза, ставшего ещё при жизни легендарным ботаником, названы несколько родов растений. Однако, в настоящее время эти названия являются синонимами:
- Roseanthus Cogn. (1896) = Polyclathra Bertol.[6]
- Roseocactus A.Berger (1925) = Ariocarpus Scheidw.[7]
- Roseocereus Backeb. (1938) = Harrisia Britton[8]

## Труды
Автор более 200 статей и книг по ботанике. Вместе с Натаниэлем Лордом Бриттоном опубликовал монографию о семействе кактусов в четырёх томах The Cactaceae (1919—1923), иллюстрированную английской художницей Мэри Эмили Итон и ставшую классикой и стандартом ботанической науки.
- Plants collected in 1889 at Socorro and Clarion Islands, Pacific Ocean, 1890 (совместно с англ. G.Vasey)
- Monograph of the North American Umbelliferae, 1900 (совместно с англ. J.M.Coulter)
- Two new umbelliferous plants from the coastal plain of Georgia, 1905
- The genus Cereus and its allies in North America, 1909 (совместно с N.L.Britton)
- Neoabbottia, a new cactus genus from Hispaniola , 1921 (совместно с N.L.Britton)

- The Cactaceae, descriptions and illustrations of plants of the cactus family, 1919 Том 1 (совместно с N.L.Britton)
- The Cactaceae, descriptions and illustrations of plants of the cactus family, 1920 Том 2 (совместно с N.L.Britton)
- The Cactaceae, descriptions and illustrations of plants of the cactus family, 1923 Том 3 (совместно с N.L.Britton)
- The Cactaceae, descriptions and illustrations of plants of the cactus family, 1923 Том 4 (совместно с N.L.Britton)